# دونالد إي. هيلمان
دونالد إي. هيلمان (بالإنجليزية: Donald E. Hillman)‏ هو ضابط أمريكي، ولد في 24 أغسطس 1918 في سياتل في الولايات المتحدة، وتوفي في 16 مارس 2012.